# Чеченцы в Европе

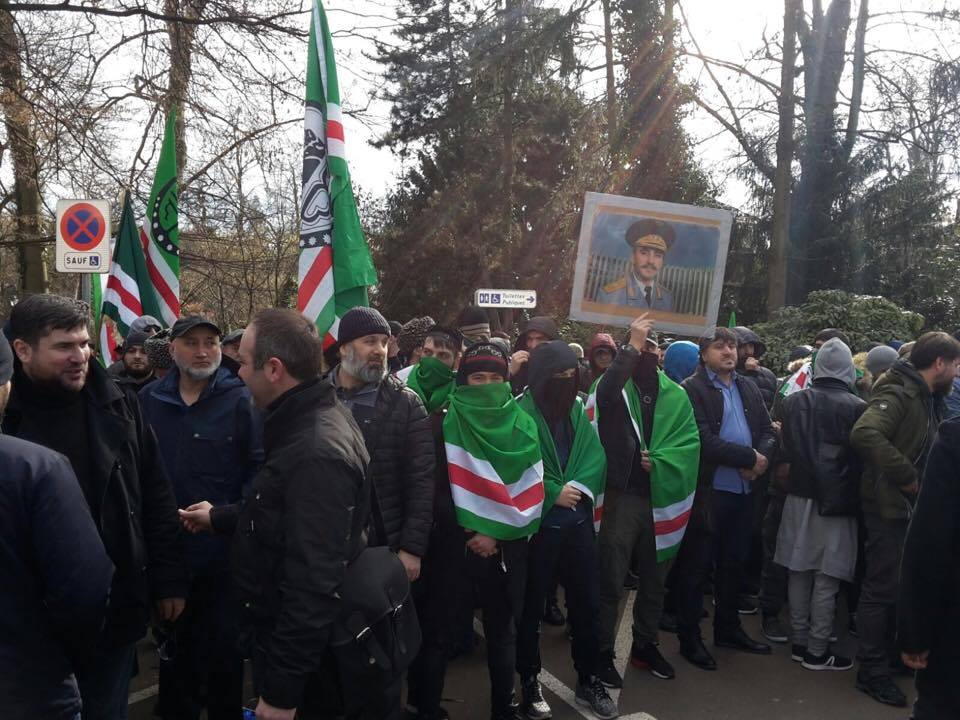
Митинг в Страсбурге 23 февраля 2017 года в память депортации чеченцев и ингушей.

Чеченцы в Европе — чеченская диаспора численностью более 300 тысяч человек. По мнению бывшего пресс-секретаря Масхадова Майрбека Вачагаева, в Европе проживает от 120 до 150 тысяч чеченцев (по данным 2016 года): в Германии, Франции, Бельгии, Австрии, Дании, Норвегии.

## История
Одним из первых чеченцев, иммигрировавших Европу, был Тапа Чермоев который оставшуюся жизнь прожил в Париже, где также находилась его многочисленная семья.
Массовый исход чеченцев в страны Западной Европы зафиксирован после первой и второй чеченской войн. Значительное количество чеченцев уехало в Турцию и арабские страны. Также значительно увеличилась чеченская диаспора в регионах Российской Федерации.
В июне 2016 года в Гамбурге выросло число беженцев, прибывающих в Германию из Российской Федерации. В Германию чеченцы едут, по мнению правозащитников, из-за плохих условий жизни и жёсткого режима со стороны руководства Чеченской Республики. По данным Федерального ведомства Германии по вопросам миграции и беженцев (BAMF), доля чеченцев среди граждан России, ищущих убежища в Германии, составляет 82 %.
По результатам социологического опроса, проведённого в 2012 году в Чечне, лишь 2 % опрошенных студентов связывают своё будущее с Чечнёй, 20 % — с Россией, 78 % — с заграницей.
23 февраля 2017 года в Страсбурге был проведён многочисленный митинг чеченцев и ингушей, проживающих в европейских странах, который был посвящён депортации чеченцев и ингушей.
С 2017 года в Чечне отмечены преследования по отношению к лицам, подозреваемым в гомосексуальности, в связях с Сирией, употреблении психотропных веществ и т. д.. Активисты «Российской ЛГБТ-сети» сообщили, что за три последующих года из республики бежали 177 человек, 143 из них покинули Россию.
В 2020 году во Франции произошло резонансное убийство Самюэля Пати. 18-летний чеченец убил и обезглавил учителя, после чего был застрелен полицией во время задержания. Позднее выяснилось, что марокканская девочка оклеветала убитого учителя в исламофобии из-за прогулов.

### Украина
На востоке Украины на стороне украинской армии воюют европейские чеченцы, где из них сформированы батальоны имени Джохара Дудаева и шейха Мансура. Первым командиром чеченского батальона, воюющего на востоке Украины, стал генерал И. А. Мунаев.

### Конфликты
В 2010 году в городках Линц и Маутхаузен Австрии между турками и чеченцами возник крупный конфликт, в результате которого семеро человек пострадали, а один был задержан. Полицией Австрии было заявлено, что расследование инцидента не выявило религиозной или этнической подоплеки конфликта.
В 2014 году в Германии после устного выяснения отношений бросились с кулаками друг на друга две большие группы — курдов-езидов и мусульман, в частности чеченцев. В итоге только полиции удалось разнять представителей двух диаспор.
В 2020 году произошли беспорядки с участием чеченцев и арабов в Дижоне (Франция) и в Берлине.

### Политика
В 14 октября 2012 года в городской совет города Берлаар в Бельгии был избран депутатом Адам Исаев. Таким образом, Исаев стал первым депутатом-чеченцем на территории стран Европейского Союза.
1 февраля 2020 года депутатом Бундестага стала Бела Бах (настоящая фамилия Бахаева). Она родилась в 1990 году в Магдебурге. В 2007 году Бахаева вступила в СДПГ, в 2018 году в Мюнхенском университета защитила диссертацию по юриспруденции. Бахаева стала первой чеченкой — членом Бундестага.